# Hasemania nambiquara
Hasemania nambiquara är en fiskart som beskrevs av Vinicius Araújo Bertaco och Luiz R. Malabarba 2007. Hasemania nambiquara ingår i släktet Hasemania och familjen Characidae. Inga underarter finns listade i Catalogue of Life.